# Johan Hedenberg
Leif Johan Gunnar Hedenberg (Stockholm, 9 oktober 1954) is een Zweeds acteur en stemacteur.

## Biografie
Hedenberg begon zijn carrière als gevangenisbewaker in een open gevangenis in Moskou, dit wordt ook beschreven in zijn autobiografie Tarzan en Ik. Van 1978 tot en met 1984 studeerde hij aan een toneelschool, en van 1981 tot en met 1984 was hij werkzaam bij het Koninklijk Theater in Zweden en speelde in vele theaters in het hele land. Hedenberg begon in 1980 met acteren in de film Sverige åt svenskarna, waarna hij nog diverse rollen speelde in films en televisieseries.

## Filmografie

### Films
Uitgezonderd korte films.
- 2023 Knyckertz & snutjakten - als Adelsmannen
- 2022 Fiktiv granskning - En grävande historia - als Sven Veman
- 2019 Quick - als Claes Borgström
- 2018 Ted - För kärlekens skull - als Arne
- 2016 Flykten till framtiden - als oudere Gunnar
- 2014 Vadelmavenepakolainen - als chauffeur
- 2012 Fjällbackamorden: I betraktarens öga - als Hasse Vennerman
- 2012 Mig älskar ingen - als Berra
- 2011 Star Wars: Episod I - Det mörka hotet - als Zweedse stem van senator Palpatine/Darth Sidious
- 2011 Gränsen - als burgemeester Adolfsson
- 2011 Tintins äventyr: Enhörningens hemlighet - als Zweedse stem voor kapitein Haddock
- 2011 Bilar 2 - als Zweedse stem voor agent Leland Turbo
- 2011 Spy Kids 4D - als Zweedse stem voor gevaar van Tidväktarn
- 2010 Draktränaren - als Zweedse stem voor Tryggvåld den Väldige
- 2010 Kommissarie Späck - als Grünvald Karlsson
- 2009 Snarveien - als Bosse
- 2008 Rallybrudar - als Sven
- 2007 Råttatouille - als Zweedse stem van rat Django
- 2005 Madagaskar - als Zweedse stem van Rico
- 2002 Ice Age - als Zweedse stem van Lenny en Oscar
- 2001 Harry Potter och de vises sten - als Zweedse stem van Lord Voldemort
- 2001 Spy Kids - als Zweedse stem van Lisp
- 2000 102 dalmatiner - als Zweedse stem van Jean-Pierre LePelt
- 1997 Nattbuss 807 - als politieagent
- 1997 Beck – Monstret - als ??
- 1997 Herkules - als Zweedse stem van Nessos
- 1996 Potatishandlaren - als Eliasson
- 1989 Asterix – bautastenssmällen - als Zweedse stem van Trubadix
- 1986 På liv och död - als Peter Berglund
- 1984 Två solkiga blondiner - als Glenn
- 1980 Sverige åt svenskarna - als Franse boodschapper

### Televisieseries
Uitgezonderd eenmalige gastrollen.
- 2024 Allt och Eva - als Göran - 4 afl.
- 2024 Ronja Rövardotter - als Sorva - 2 afl.
- 2023 Maria Wern - als Stefan Ingman - 2 afl.
- 2014-2022 Morden i Sandhamn - als Olle - 6 afl.
- 2021 Deg - als Kangas - 8 afl.
- 2021 Dystopia - als Harry - 8 afl.
- 2020 Cryptid - als Axel - 10 afl.
- 2018 Conspiracy of Silence - als Stefan Larsson - 6 afl.
- 2017 Hassel - als Dimman - 3 afl.
- 2017 Innan vi dör - als Sven - 5 afl.
- 2015-2016 Fröken Frimans krig - als Gösta Wikland - 6 afl.
- 2015 Blå ögon - als Johan Landin - 3 afl.
- 2013 Äkta människor - als Polis - 2 afl.
- 2013 The Bridge - als Axel Mössberg - 8 afl.
- 2013 En pilgrims död - als Berg jr. -  2 afl.
- 2012 Johan Falk - als Örjan - 3 afl.
- 2009 Morden - als Mork - 5 afl.
- 2009 Guds tre flickor - als Butiksägaren - 2 afl.
- 2002-2007 Kim Possible - als Zweedse stem van dr. Drakken
- 2006 Poliser - als Rolf - 4 afl.
- 1988 Varuhuset - als Jonas - 24 afl.
- 1985 Åshöjdens BK - als Edward - 12 afl.

- LIBRIS: 355164
- Virtual International Authority File: 253107179